# Islands (groupe)
Pour les articles homonymes, voir Islands.
Islands est un groupe de rock indépendant canadien, originaire de Montréal, au Québec. Il est formé en 2005 par deux anciens membres du défunt trio The Unicorns, dissous en décembre 2004.

## Biographie

### Formation etReturn to the Sea(2005–2006)
Islands est formé en 2005 par le chanteur et guitariste Nick Diamonds (de son vrai nom Nicholas Thorburn) et par le batteur J'aime Tambeur (Jamie Thompson), tous deux anciens du groupe The Unicorns. S'ajoutent au groupe le bassiste Patrice Agbokou et le guitariste Jim Guthrie. Deux violonistes, Alex Chow et Sebastian Chow, ont par la suite rejoint la formation, ainsi qu'un clarinettiste, Patrick Grégoire. Islands est lié aux vedettes locales Arcade Fire. Ces derniers assuraient la première partie des Unicorns aux États-Unis avant de connaître un succès critique considérable avec leur album Funeral, lancé en septembre 2004.
Nonobstant la notoriété locale déjà acquise au sein des Unicorns, Islands peut se faire connaître sans même avoir d'enregistrements disponibles, en donnant plusieurs spectacles surprise à Montréal au cours de l'année 2005. En octobre, il assure la première partie de Beck au Centre Bell dans le cadre du festival Pop Montréal. Il se produit également avec les groupes canadiens Metric et Broken Social Scene. Quelques chansons ont été distribuées sur internet et Islands a pu bénéficier d'un support appréciable de l'influent webzine Pitchfork au cours de sa première année d'existence.
Le premier album Return to the Sea sur lequel Richard Reed Parry, d'Arcade Fire, a travaillé à la production, sort le 17 février 2006 au Canada, et marque le départ d'une tournée d'une trentaine de spectacles à travers le Canada et les États-Unis. Il est publié par la suite en Angleterre le 3 avril 2006 sur le label Rough Trade et le 4 avril 2006 aux États-Unis sur le nouveau label Equator Records. Islands a participé festival South by Southwest (SXSW) de Austin, Texas en mars 2006, en compagnie d'un autre groupe montréalais, We Are Wolves. 

### Arm's WayetVapours(2007–2009)
Le 20 mai 2008, sort Arm's Way le deuxième album du groupe. Certains titres de l'album comme Creeper et The Arm ont été disponibles avant sa sortie sur la page Myspace du groupe. Tambeur annonça son départ du groupe le 28 mai 2006.
Le 19 juin 2009, la réintégration de Jamie Thompson dans le groupe est confirmée. Le troisième album d'Islands, Vapours, est sorti dans la foulée, en septembre 2009. Le groupe tourne en soutien à l'album en Amérique du Nord avec Jemina Pearl et Toro Y Moi. Au printemps 2010, Islands tourne en Europe, jouant au nord et à l'ouest entre mars et avril.

### A Sleep and a ForgettingetSki Mask(2010–2014)
Après la sortie de Vapours', Thorburn forme le groupe Mister Heavenly avec Honus Honus de Man Man et Joe Plummer de Modest Mouse. Le trio publie son premier album, Out of Love, chez Sub Pop Records en 2011.
Le 25 octobre 2011, ANTI- annonce un quatrième album chez Islands, A Sleep and a Forgetting, qui est publié le 14 février 2012. Thorburn explique : « J'ai quitté New York après une rupture pour aller habiter à Los Angeles. Il y avait un piano et j'y écrivait mes chansons. Cet album parle de perte, de ressassements mémoriels. J'ai commence à l'écrire le jour de la Saint-Valentin et il est sorti le même jour. »
Le 9 juillet 2013, Thorburn révèle Ski Mask, leur cinquième album chez Islands, et le premier à faire participer le batteur Adam Halferty. Ce même jour, le groupe sort le single, Wave Forms. L'album est publié le 17 septembre 2013, et est suivi par plusieurs tournées en Amérique du Nord et en Europe, avec une apparition au Primavera Sound Fest à Barcelone.

### Should I Remain Here, at Sea?etTaste(2015–2016)
En été 2015, Islands publie deux albums simultanément : Should I Remain Here, at Sea? — un successeur spirituel à leur premier album, Return to the Sea — et Taste, un album « plus électronique [...] avec un virage de boite à rythmes, de programmations et de synthés vintage. » Les albums sont publiés le 13 mai 2016 sur le propre label du groupe, Manqué, et atteignent les 21e et 23e places du Billboard Heatseeker, respectivement.

## Discographie

### Albums studio
- 2006 : Return to the Sea (Manqué Music)
- 2008 : Arm's Way (Rough Trade)
- 2009 : Vapours (Manqué Music)
- 2012 : A Sleep and a Forgetting (ANTI-)
- 2013 : Ski Mask (Manqué Music)
- 2016 : Should I Remain Here, at Sea? (Manqué Music)
- 2016 : Taste (Manqué Music)
- 2021 : Islomania (Royal Mountain Records)
- 2023 : And That’s Why Dolphins Lost Their Legs (ELF)

### Singles
- 2006 : Rough Gem (Return to the Sea)
- 2006 : Don't Call Me Whitney, Bobby
- 2007 : Dnttakemy Wingzz Away
- 2008 : The Arm